# Ierland op de Olympische Zomerspelen 2008
Ierland nam deel aan de Olympische Zomerspelen 2008 in Peking, China. Ierland debuteerde op de Zomerspelen in 1924 en deed in 2008 voor de negentiende keer mee. Bij de vorige Spelen werd geen enkele medaille gewonnen, nu eenmaal zilver en twee keer brons. Opvallend was dat al deze medailles in het boksen werden behaald.

## Medailleoverzicht
| Sport  | Olympiër          | Discipline | Medaille |
| ------ | ----------------- | ---------- | -------- |
| Boksen | Kenny Egan        | -81kg (m)  | Zilver   |
| Boksen | Paddy Barnes      | -48kg (m)  | Brons    |
| Boksen | Darren Sutherland | -75kg (m)  | Brons    |

## Deelnemers en resultaten

### Atletiek
| Olympiër          | Discipline             | Resultaat | Prestatie                                                                       |
| ----------------- | ---------------------- | --------- | ------------------------------------------------------------------------------- |
| Paul Hession      | 200m (m)               | 10e       | serie 6: 3de in 20,59 kwartfinale 4: 1ste in 20,32 halve finale 1: 5de in 20,38 |
| David Gillick     | 400m (m)               | 29e       | serie 7: 4de in 45,83                                                           |
| Thomas Chamney    | 800m (m)               | 35e       | serie 1: 5de in 1.47,66                                                         |
| Alistair Cragg    | 1500m (m)              | 38e       | serie 2: 8ste in 3.44,90                                                        |
| Alistair Cragg    | 5000m (m)              | DNF       | serie 1: 6de in 13.38,57 finale: niet gefinisht                                 |
| Martin Fagan      | marathon (m)           | DNF       | niet gefinisht                                                                  |
| Robert Heffernan  | 20km snelwandelen (m)  | 8e        | 1:20.36                                                                         |
| Jamie Costin      | 50km snelwandelen (m)  | 44e       | 4:15.16                                                                         |
| Colin Griffin     | 50km snelwandelen (m)  | DSQ       | gediskwalificeerd                                                               |
|                   |                        |           |                                                                                 |
| Joanne Cuddihy    | 400m (v)               | 39e       | serie 4: 6de in 53,32                                                           |
| Derval O'Rourke   | 100m horden (v)        | 28e       | serie 2: 6de in 13,22                                                           |
| Michelle Carey    | 400m horden (v)        | 25e       | serie 2: 7de in 57,99                                                           |
| Fionnuala Britton | 3000m steeplechase (v) | 27e       | serie 1: 10de in 9.43,57                                                        |
| Roisin McGettigan | 3000m steeplechase (v) | 13e       | serie 2: 2de in 9.28,92 finale: 13de in 9.55,89                                 |
| Pauline Curley    | marathon (v)           | 63e       | 2:47.16                                                                         |
| Olive Loughnane   | 20km snelwandelen (v)  | 7e        | 1:27.45                                                                         |
| Eileen O'Keeffe   | kogelslingeren (v)     | 23e       | kwalificatie groep B: 9de met 67,66m                                            |

### Badminton
| Olympiër    | Discipline    | Resultaat | Prestatie                                                                                 |
| ----------- | ------------- | --------- | ----------------------------------------------------------------------------------------- |
| Scott Evans | enkelspel (m) | 33e       | 1ste ronde: V van GER Zwiebler: 18-21, 21-18, 19-21                                       |
|             |               |           |                                                                                           |
| Chloe Magee | enkelspel (v) | 17e       | 1ste ronde: W van EST Tolmoff: 18-21, 21-18, 21-19 2de ronde: V van KOR Jun: 12-21, 13-21 |

### Boksen
| Olympiër          | Discipline  | Resultaat | Prestatie |
| ----------------- | ----------- | --------- | --- |
| Paddy Barnes      | -48kg (m)   | Brons     | 1ste ronde: vrij 2de ronde: W van ECU Meza: 14-8 kwartfinale: W van POL Maszczyk: 11-5 halve finale: V van CHN Zou: 0-15                                                       |
| John Joe Nevin    | -54kg (m)   | 9e        | 1ste ronde: W van ALG Ouradi: 9-4 2de ronde: V van MGL Badar-Uugan: 2-9 |
| John Joe Joyce    | -63,5kg (m) | 9e        | 1ste ronde: W van HUN Kàté: 9-5 2de ronde: V van DOM Díaz: 11-11 |
| Darren Sutherland | -75kg (m)   | Brons     | 1ste ronde: vrij 2de ronde: W van ALG Kassel: scheidsrechterlijke beslissing kwartfinale: W van VEN Blanco: 11-1 halve finale: V van GBR DeGale: 3-10                          |
| Kenny Egan        | -81kg (m)   | Zilver    | 1ste ronde: W van ISV Jackson: 22-2 2de ronde: W van TUR Muzaffer: 10-2 kwartfinale: W van BRA Silva: 8-0 halve finale: W van GBR Jeffries: 10-3 finale: V van CHN Zhang: 7-11 |

### Kanovaren
| Olympiër       | Discipline | Resultaat | Prestatie                                                                   |
| -------------- | ---------- | --------- | --------------------------------------------------------------------------- |
| Eoin Rheinisch | K-1 (m)    | 4e        | voorronde: 15de in 176,33 halve finale: 10de in 88,85 finale: 4de in 176,91 |

### Paardensport
| Olympiër                                                                 | Discipline  | Resultaat | Prestatie                                           |
| Eventing                                                                 | Eventing    | Eventing  | Eventing                                            |
| ------------------------------------------------------------------------ | ----------- | --------- | --------------------------------------------------- |
| Geoffrey Curran                                                          | individueel | 32e       | 94,10 strafpunten                                   |
| Niall Griffin                                                            | individueel | 38e       | 109,00 strafpunten                                  |
| Louise Lyons                                                             | individueel | 33e       | 94,80 strafpunten                                   |
| Austin O'Connor                                                          | individueel | 21e       | 87,20 strafpunten                                   |
| Patricia Ryan                                                            | individueel | 43e       | 126,50 strafpunten                                  |
| Geoffrey Curran Niall Griffin Louise Lyons Austin O'Connor Patricia Ryan | team        | 8e        | 276,10 strafpunten                                  |
| Springconcours                                                           |             |           |                                                     |
| Denis Lynch                                                              | individueel | DNF       | kwalificatie: 8ste met 8 strafpunten finale: opgave |

### Roeien
| Olympiër                                                     | Discipline             | Resultaat | Prestatie |
| ------------------------------------------------------------ | ---------------------- | --------- | --- |
| Sean Casey Jonno Devlin Cormac Folan Sean O'Neill            | vier-zonder (m)        | 10e       | serie 3: 3de in 6.02,85 halve finale 1: 6de in 5.58,14 finale B: 4de in 6.07,97                               |
| Richard Archibald Paul Griffin Cathal Moynihan Gearoid Towey | lichte vier-zonder (m) | 10e       | serie 3: 4de in 5.52,35 herkansingen: 1ste in 6.21,79 halve finale 2: 4de in 6.13,85 finale B: 4de in 6.06,02 |

### Schermen
| Olympiër      | Discipline | Resultaat | Prestatie                              |
| ------------- | ---------- | --------- | -------------------------------------- |
| Siobhan Byrne | sabel (v)  | 32e       | 1ste ronde: V van POL Więckowska: 8-15 |

### Schietsport
| Olympiër      | Discipline | Resultaat | Prestatie                                           |
| ------------- | ---------- | --------- | --------------------------------------------------- |
| Derek Burnett | trap (m)   | 29e       | kwalificatie: 29ste met 110 punten (24-22-23-22-19) |

### Triatlon
| Olympiër   | Discipline | Resultaat | Prestatie  |
| ---------- | ---------- | --------- | ---------- |
| Emma Davis | vrouwen    | 37e       | 2:06.29,36 |

### Wielersport
| Olympiër         | Discipline                    | Resultaat | Prestatie                      |
| Baan             | Baan                          | Baan      | Baan                           |
| ---------------- | ----------------------------- | --------- | ------------------------------ |
| David O'Loughlin | individuele achtervolging (m) | 11e       | kwalificatie: 11de in 4.26,102 |
| Mountainbike     |                               |           |                                |
| Robin Seymour    | mannen                        | DNF       | niet gefinisht                 |
| Weg              |                               |           |                                |
| Philip Deignan   | wegwedstrijd (m)              | 81e       | 6:39.42                        |
| Nicholas Roche   | wegwedstrijd (m)              | 64e       | 6:34.26                        |

### Zeilen
| Olympiër                    | Discipline       | Resultaat | Prestatie                                 |
| --------------------------- | ---------------- | --------- | ----------------------------------------- |
| Philip Lawton Gerald Owens  | 470 (m)          | 16e       | 129 punten: (22-1-17-15-1-25-21-15-13-24) |
| Stephen Milne Peter O'Leary | star (m)         | 13e       | 91 punten: (6-12-7-10-12-13-13-8-11-12)   |
|                             |                  |           |                                           |
| Ciara Peelo                 | laser radial (v) | 23e       | 127 punten: (23-17-15-7-13-24-25-18-10)   |
|                             |                  |           |                                           |
| Tim Goodbody                | finn             | 21e       | 112 punten: (22-13-15-15-17-16-21-15)     |

### Zwemmen
| Olympiër       | Discipline          | Resultaat | Prestatie                                                    |
| -------------- | ------------------- | --------- | ------------------------------------------------------------ |
| Andrew Bree    | 100m schoolslag (m) | 30e       | serie 5: 2de in 1.01,76                                      |
| Andrew Bree    | 200m schoolslag (m) | 11e       | serie 4: 1ste in 2.10,91 halve finale 1: 5de in 2.10,16 (NR) |
| Andrew Bree    | 200m wisselslag (m) | DNS       | serie 2: niet gestart                                        |
|                |                     |           |                                                              |
| Melanie Nocher | 200m vrije slag (v) | 43e       | serie 2: 7de in 2.04,29                                      |
| Aisling Cooney | 100m rugslag (v)    | 31e       | serie 4: 7de in 1.02,50                                      |
| Melanie Nocher | 200m rugslag (v)    | 20e       | serie 2: 1ste in 2.12,29 (NR)                                |

Afghanistan · Albanië · Algerije · Amerikaanse Maagdeneilanden · Amerikaans-Samoa · Andorra · Angola · Antigua en Barbuda · Argentinië · Armenië · Aruba · Australië · Azerbeidzjan · Bahama's · Bahrein · Bangladesh · Barbados · België · Belize · Benin · Bermuda · Bhutan · Bolivia · Bosnië en Herzegovina · Botswana · Brazilië · Britse Maagdeneilanden · Bulgarije · Burkina Faso · Burundi · Cambodja · Canada · Centraal-Afrikaanse Republiek · Chili · China · Chinees Taipei · Colombia · Comoren · Congo-Brazzaville · Congo-Kinshasa · Cookeilanden · Costa Rica · Cuba · Cyprus · Denemarken · Djibouti · Dominica · Dominicaanse Republiek · Duitsland · Ecuador · Egypte · El Salvador · Equatoriaal-Guinea · Eritrea · Estland · Ethiopië · Fiji · Filipijnen · Finland · Frankrijk · Gabon · Gambia · Georgië · Ghana · Grenada · Griekenland · Groot-Brittannië · Guam · Guatemala · Guinee · Guinee‑Bissau · Guyana · Haïti · Honduras · Hongarije · Hongkong · Ierland · IJsland · India · Indonesië · Irak · Iran · Israël · Italië · Ivoorkust · Jamaica · Japan · Jemen · Jordanië · Kaaimaneilanden · Kaapverdië · Kameroen · Kazachstan · Kenia · Kirgizië · Kiribati · Koeweit · Kroatië · Laos · Lesotho · Letland · Libanon · Liberia · Libië · Liechtenstein · Litouwen · Luxemburg · Macedonië · Madagaskar · Malawi · Malediven · Maleisië · Mali · Malta · Marshalleilanden · Marokko · Mauritanië · Mauritius · Mexico · Micronesië · Moldavië · Monaco · Mongolië · Montenegro · Mozambique · Myanmar · Namibië · Nauru · Nederland · Nederlandse Antillen · Nepal · Nicaragua · Nieuw-Zeeland · Niger · Nigeria · Noord-Korea · Noorwegen · Oeganda · Oekraïne · Oezbekistan · Oman · Oostenrijk · Oost‑Timor · Pakistan · Palau · Palestina · Panama · Papoea-Nieuw-Guinea · Paraguay · Peru · Polen · Portugal · Puerto Rico · Qatar · Roemenië · Rusland · Rwanda · Saint Kitts en Nevis · Saint Lucia · Saint Vincent en Grenadines · Salomonseilanden · Samoa · San Marino · Sao Tomé en Principe · Saoedi-Arabië · Senegal · Servië · Seychellen · Sierra Leone · Singapore · Slovenië · Slowakije · Soedan · Somalië · Spanje · Sri Lanka · Suriname · Swaziland · Syrië · Tadzjikistan · Tanzania · Thailand · Togo · Tonga · Trinidad en Tobago · Tsjaad · Tsjechië · Tunesië · Turkije · Turkmenistan · Tuvalu · Uruguay · Vanuatu · Venezuela · Verenigde Arabische Emiraten · Verenigde Staten · Vietnam · Wit-Rusland · Zambia · Zimbabwe · Zuid-Afrika · Zuid-Korea · Zweden · Zwitserland
Uitgesloten van deelname: Brunei